# چند مرد عالی
چند مرد عالی (انگلیسی: A Few Best Men) فیلمی در ژانر کمدی است که در سال ۲۰۱۱ منتشر شد.

## بازیگران
- خاویر ساموئل
- لورا برنت
- ربل ویلسون
- الیویا نیوتن-جان
- کریس مارشال
- کوین بیشاپ
- الیزابت دبیکی